# Космос-382
Космос-382 је један од преко 2400 совјетских вјештачких сателита лансираних у оквиру програма Космос.
Космос-382 је лансиран са космодрома Тјуратам, Бајконур, СССР, 2. децембра 1970. Ракета-носач Протон је поставила сателит у орбиту око планете Земље. 